# Доколумбовы цивилизации

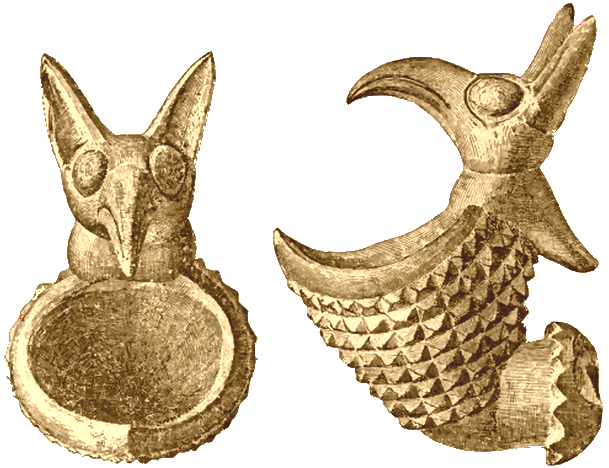
Скульптурная трубка доколумбовой эпохи, найденная археологами у кургана Накучи, штат Джорджия, США

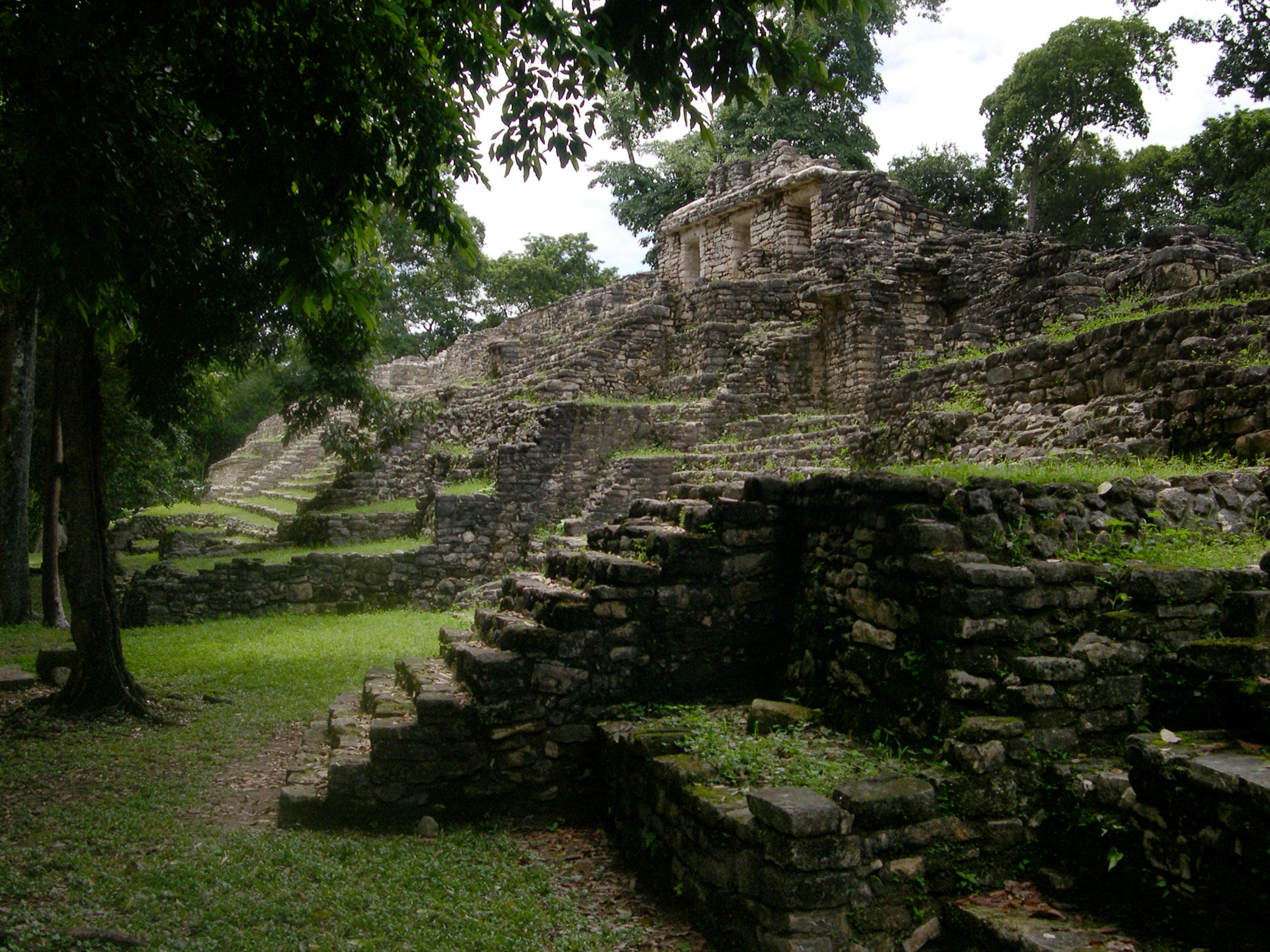
Одна из пирамид на верхнем уровне руин Йашчилана, Мексика

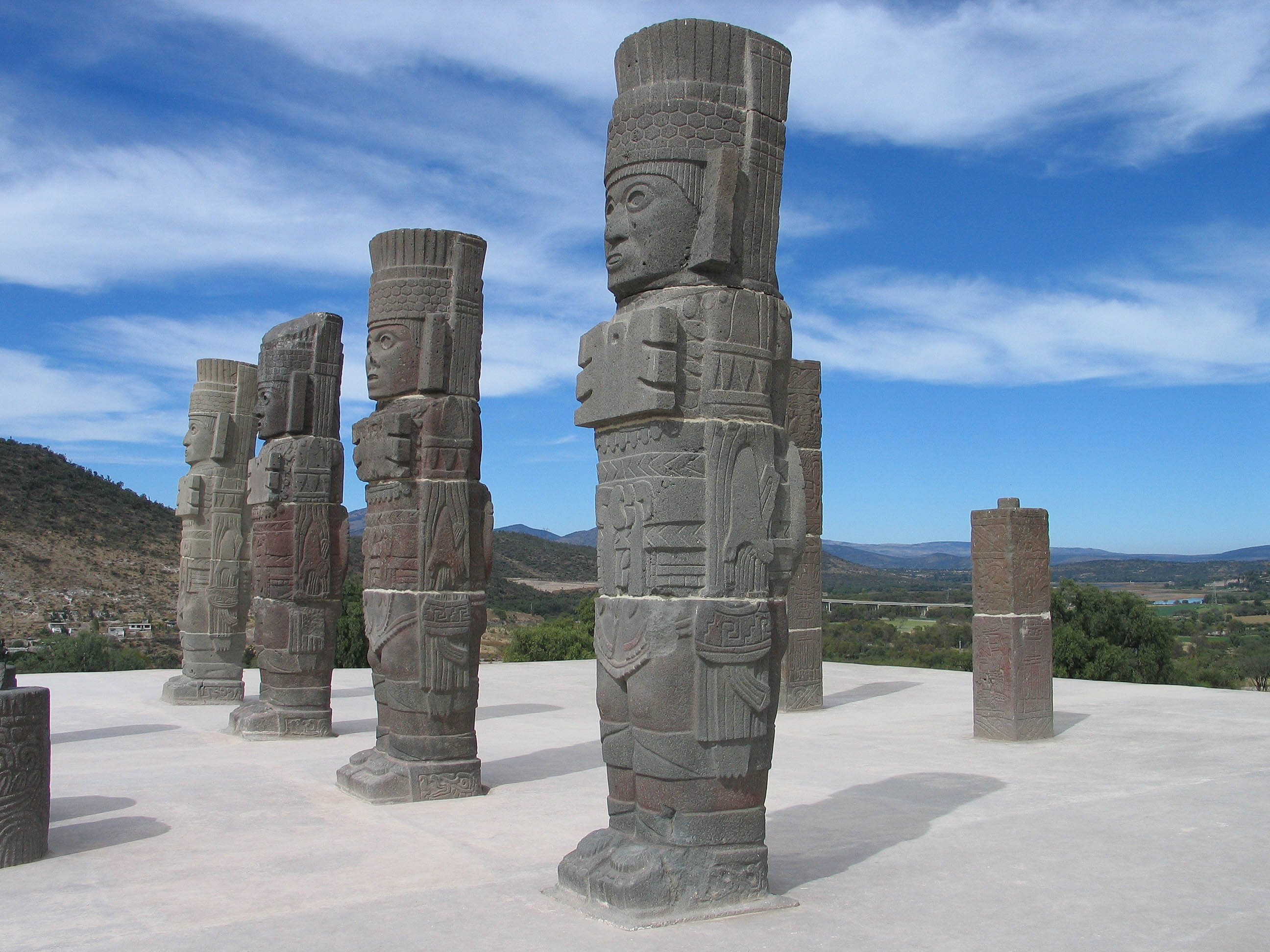
Гигантские скульптуры воинов близ Тулы, штат Идальго, Мексика

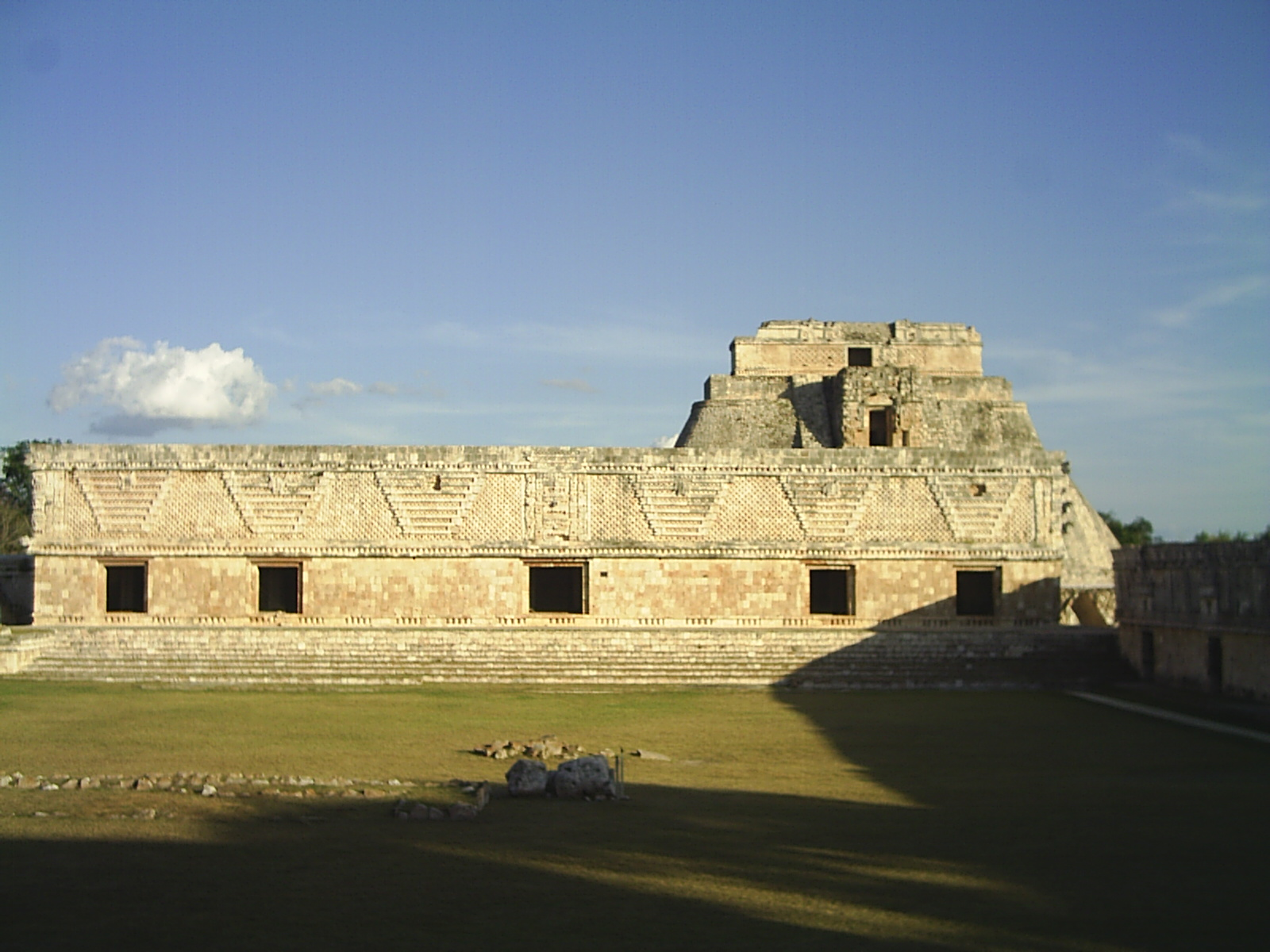
Архитектурные сооружения майя в Ушмале

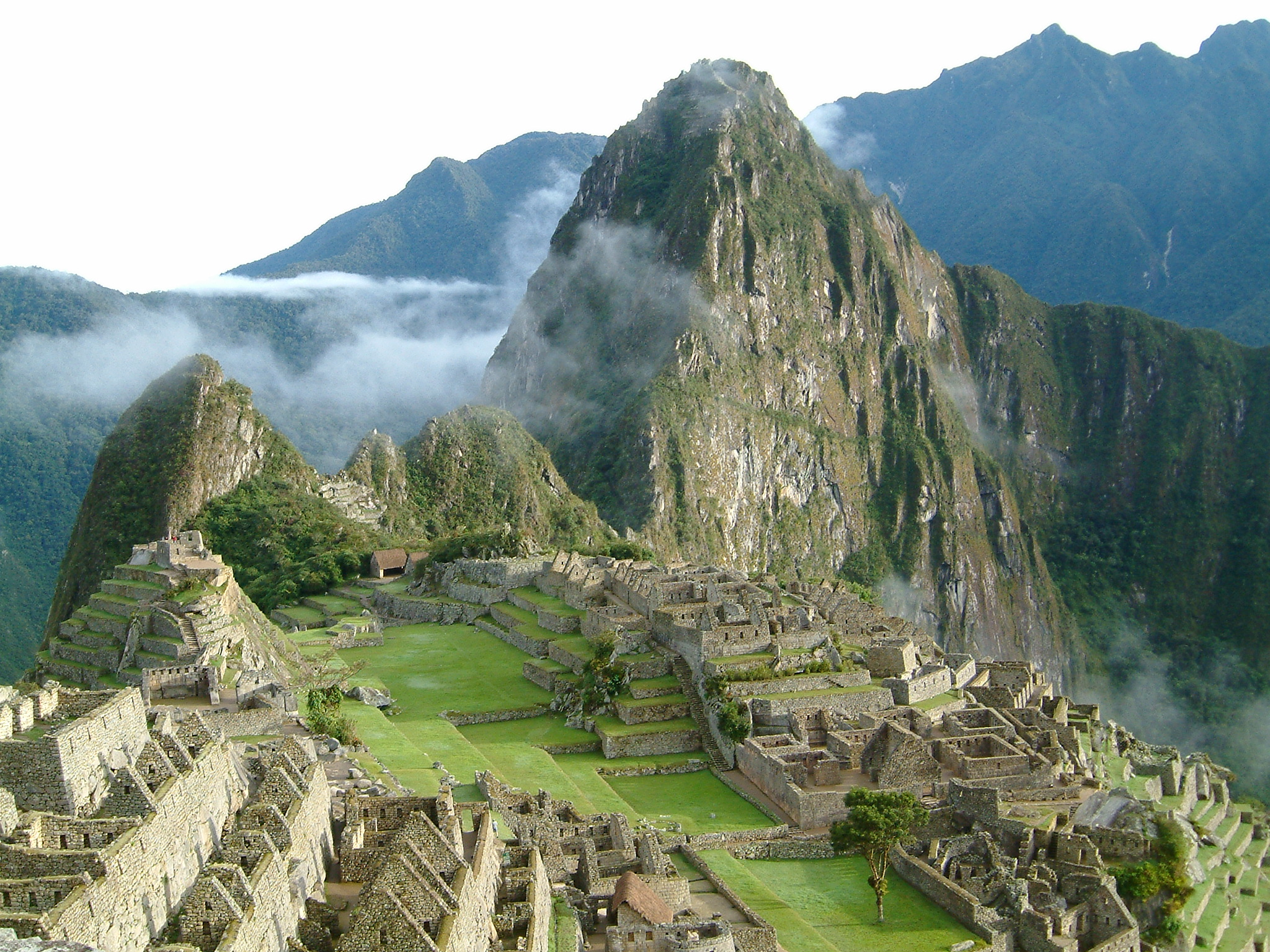
Мачу-Пикчу

Доколу́мбовые цивилиза́ции — цивилизации, существовавшие на континентах Северной и Южной Америки и исчезнувшие до появления в них европейских колонистов в XV веке.

## История
Полагают, что предки индейцев и эскимосов переселились в Америку 30—20 тыс. лет назад из Северо-Восточной Азии через область Берингова моря и пролива. Уровень культуры первых переселенцев соответствовал позднепалеолитической и
мезолитической культурам Старого Света. Расселение индейцев по обоим континентам и освоение ими новых земель тянулось многие тысячелетия.
Исследование Y-хромосомной гаплогруппы Q предполагает, что заселение Южной Америки началось до 18 тыс. лет назад.
До европейской колонизации (началась в XVI веке) большинство племён Северной и Южной Америки находилось на различных стадиях общинно-родового строя: у одних господствовал материнский род (ирокезы, мускоги, хопи, многие племена бассейна р. Амазонка и др.), у других формировался отцовский род (племена северо-запада и юго-запада Северной Америки, многие племена Южной Америки). Часть народов стояла на различных стадиях перехода от родового к классовому обществу. Индейцы Центральной и Южной Америки (ацтеки, майя, инки) жили уже классовыми обществами.

## Религии индейцев
Религии индейцев разнообразны, но, не представляя следов монотеизма, сильно затрудняли миссионерам перевод христианского понятия «Бог». Это, впрочем, не относится к инкам, поклонение которых Виракоче постепенно приобретало монотеистические черты. Идея божества у индейцев не успела определиться и принять точное значение; трудно определить также, каковы их идеи о сотворении мира. Во многих случаях мы имеем дело с обожанием светил, солнца и луны, на которых смотрят как на мужа и жену; иногда главы племен обязаны приносить им жертвы. Явления природы вызвали также олицетворения — воды, грозы, грома и молнии: сохранился перуанский гимн к грому. Число четыре у многих племен имеет магическое значение; признаются также многочисленные приматы. Космогонических и других мифологических рассказов собрано большое количество среди Инков; все они представляют громадное сходство с полинезийскими. Есть у них и своё сказание о Всемирном потопе.
Животные, особенно птицы, играют большую роль во всех сказаниях, точно так же как они наиболее часто встречаются в тотемах. В связи с этим стоит почитание медведей, волков, змей и т. п. Повсеместна вера в загробную жизнь. Она то представляется вечным счастьем, то картиной, полной скорби и уныния. Идолы у инков редки, так что религия их не столько политеизм, сколько пандемонизм; жертвы приносились прежде в виде маиса и единственного домашнего животного — собаки. О более разработанной религии перуанцев и мексиканцев — см. Перу и Мексика. Каннибализм, замеченный во многих местах, везде имел религиозные основы. Место жрецов заступают особые колдуны, которые в то же время и врачи. Погребальные церемонии, одинаковые в общем у всех Инков, сопровождаются воем, вырыванием волос, разрушением хижины, где произошла смерть; труп хоронят в сидячем положении, что достигается особым обвязыванием покойника. В древнем Перу была употребительна особая мумификация трупов, завертывавшихся в массу различных одеяний.

## Хронология
Верхняя часть шкалы (оттенки серого цвета) соответствует североамериканскому ареалу.

Средняя часть (тёплые цвета) соответствует месоамериканскому ареалу.

Нижняя часть (холодные цвета) соответствует южноамериканскому ареалу.

## Перечень доколумбовых культур
- Хоупвелл

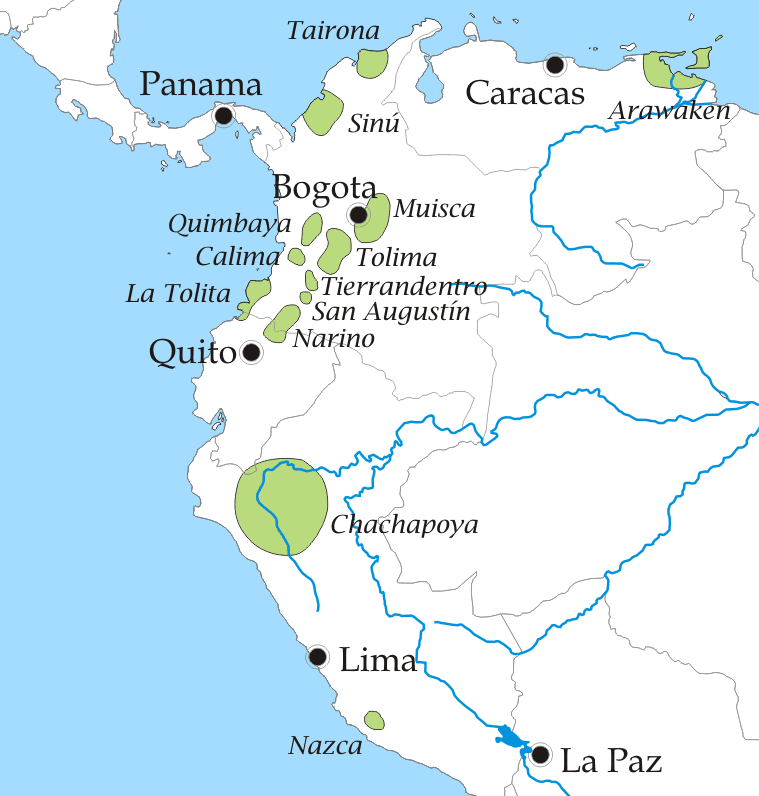
Ранние южноамериканские культуры

Хоупвеллская традиция или Традиция Хоупвелл (иногда неверно именуется «культура Хоупвелл») — комплекс сходных индейских археологических культур, существовавших вдоль рек северо-восточной и центрально-восточной части будущих США в период 200—500 годов н. э. Хотя о происхождении Хоупвеллской традиции всё ещё ведутся споры, по-видимому, она возникла на территории Иллинойса или невдалеке от него. Хоупвеллская традиция состояла из раздробленных племён, связанных общей сетью торговых путей, известной как Хоупвеллская система обмена.
В период своего расцвета Хоупвеллская система обмена распространялась с юго-востока современных США до юго-востока канадского побережья озера Онтарио. На этой территории процветала активная торговля и деятельность вдоль речных путей. Хоупвеллская система получала материалы со всей территории современных США. Среди предметов торговли большинство составляли экзотические материалы, в обмен на которые экспортировались продукты питания и местные изделия. Хоупвеллские изделия обнаружены далеко за пределами данной системы, в частности, во многих погребениях за пределами среднего Запада.
- Могольон

Археологическая культура Могольон — одна из 4-х крупнейших исторических культур юго-запада современных США, частично затрагивавшая также территорию северной Мексики. Существовала примерно со 150 по 1400 годы н. э. Название происходит от Могольонских гор, названных в честь дона Хуана Игнасио Флореса Могольона, губернатора Нью-Мексико в 1712—1715.
- Анасази

Культура Анасази, или предки пуэбло — доисторическая индейская культура, существовавшая на территории современного региона на юго-западе США, известного как Четыре Угла (штаты Колорадо, Юта, Аризона, Нью-Мексико). Для культуры анасази был характерен собственный стиль керамики и сооружения жилищ.
До сих пор среди археологов продолжается спор о датировке возникновения культуры, однако в настоящее время установилась компромиссная формулировка, согласно которой культура возникла примерно в 12 в. до н. э. во время Эры изготовителей корзин II по Хронологии Пекос. Начиная с самых ранних раскопок исследователи полагали, что древние пуэбло (анасази) были предками современных пуэбло. В целом, и сами пуэбло также претендуют на происхождение от древних пуэбло. До настоящего времени остаётся населённым созданное анасази около 1000 лет назад селение Таос-Пуэбло, являющееся памятником Всемирного наследия ЮНЕСКО.
- Хохокам

Хохокам, англ. Hohokam — крупная доколумбова археологическая культура, существовавшая на юго-западе США (пустыня Сонора), частично затрагивавшая также территорию современной Мексики. Существовала с I по XV века н. э. Культуру идентифицировал в 1930-е годы как отличную от соседних археолог Гарольд Глэдвин, который использовал название из языка индейцев оодхам для обозначения археологического памятника, который он раскапывал в долине Нижней Хилы (Lower Gila Valley).
Согласно местным преданиям, культура хохокам могла быть предком народов акимель-оодхам и тохоно-оодхам в Южной Аризоне. Недавние исследования памятников народа Собайпури, предков современных пиманских народов юто-ацтекской семьи, показывают, что предки пима присутствовали в данном регионе как минимум со времён последних лет существования культуры Хохокам.
- Ольмеки

Ольме́ки — название племени, упоминающееся в ацтекских исторических хрониках; но вряд ли правомерно применять его для обозначения цивилизации, существовавшей на несколько столетий раньше. Названа условно по одному из небольших племен, живших на этой территории.
В 1867 году Хосе Мельгар, выпустил в свет первое печатное сообщение о гигантской голове «эфиопа» из Трес-Сапотес и тем самым положил начало изучению забытой индейской культуры, затерявшейся в лесах Веракруса и Табаско. Широкомасштабные археологические раскопки произошли в 1930-х годах, когда Мэтью Стирлинг со своими коллегами заложили первые шурфы и траншеи на зеленых склонах холмов Ла-Венты и Трес-Сапотес.
Был открыт центр ольметской культуры в Пьедра Парада музейный фонд которого пополняется за счет работы экспедиций мексиканских археологов из Национального института антропологии и истории. Учёный археолог Медельин Сениль из университетского музея города Халапы, столица штата Веракрус, открыл ранее неизвестный город ольмеков — Син Кабесас («Безголовые»), это название родилось из-за обилия поврежденных и обезглавленных статуй, выглядывавших буквально на каждом шагу из-под зелёной листвы джунглей.
Два самых известных ольмекских памятника — Трес-Сапотес (штат Веракрус) и Ла-Вента (штат Табаско).
- Майя

Ма́йя — цивилизация Центральной Америки, известная благодаря своей письменности, искусству, архитектуре, математической и астрономической системам. Начала формироваться в предклассическую эру (2000 до н. э. — 250 н. э.), большинство её городов достигло пика своего развития в классический период (250 н. э. — 900 н. э.). Продолжала своё существование до прибытия конкистадоров.
Майя строили каменные города, многие из которых были покинуты задолго до прихода европейцев, другие были обитаемы и после. Календарь, разработанный майя, использовали и другие народы Центральной Америки. Применялась иероглифическая система письма, частично расшифрованная. Сохранились многочисленные надписи на памятниках. Создали эффективную систему земледелия, имели глубокие знания в области астрономии.
- Сапотеки

Сапотеки — индейский народ в Мексике. Расселены в штате Оахака и в некоторых районах штатов Чьяпас, Герреро, Веракрус. Численность — около 450 тыс. человек. По религии формально — католики, но сохраняют традиционные верования. Сапотеки не имеют единого этнического самосознания, метисированы, издавна имели контакты с народами михе, соке, хуаве, чонталь, испытали их влияние.
Изначально название было экзоэтнонимом, которое происходит из ацтекского языка и означает «жители места, где растёт сапотовое дерево».
- Миштеки

Миште́ки (исп. Mixtecos) — древний месоамериканский народ, населяющий регион Миштека  (англ.)рус. (современные мексиканские штаты Оахака, Герреро и Пуэбла). В переводе с языка науатль название миштеки означает «народ из Миштлана (страны облаков)», самоназванием народа в доколумбову эпоху было нюу сави («народ дождя»). Общая численность — около 270 тысяч человек. Говорят на миштекских языках ото-мангской семьи, также распространено владение испанским.
Миштеки. Группа исполняющих танец «миштекский сироп»
Миштеки были носителями высокоразвитой доколумбовой культуры в южной Мексике. Истоки их культуры прослеживаются по письменным источникам вплоть до VII века н. э. Расцвета своей культуры миштеки достигли в X веке. Были известны своими частыми войнами против сапотеков. Одним из наиболее могущественных городов-государств Миштеки был Тилантонго (располагался на территории современного штата Оахака). В 1458 году ацтеки во главе с Монтесумой I завоевали почти всю Миштеку. В 1480-х годах тлатоани ацтеков Ашаякатль разгромил союзную армию миштеков и сапотеков
- Теотиуакан

Теотиуака́н (аст. Teōtīhuacān — место, где родились боги, или город богов) — древний город, расположенный в 50 километрах к северо-востоку от центра города Мехико в муниципалитете Теотиуакан-де-Ариста.
Современные исследователи считают, что площадь этого древнего поселения составляла 26—28 км², а население — свыше 125 тыс. человек. Это один из самых древних и самый крупный в эпоху своего расцвета индейский город доколумбовой Америки, входивший в шестёрку самых крупных городов мира. Поселение городского типа в этом месте возникло в III веке до н. э., но город сформировался ко II веку н. э. в результате миграции населения с территорий, пострадавших от извержения вулканов. Основные монументы строились постепенно до 250 года. Упадок города начался в середине VI века, когда центральная часть города и святыни были разграблены и сожжены. К середине VII века город был полностью покинут населением.
Пирамида Луны находится у северного конца «Дороги мёртвых». Её высота — около 42 метров, а длина основания — 150 метров. В 1980-х годах в глубине пирамиды Луны археологи нашли погребальную камеру с останками 12 человеческих тел. У всех них были связаны руки за спиной, однако 10 из них были обезглавлены и брошены в беспорядке посередине камеры. Согласно одной из версий, это были враги обитателей Теотиуакана.
Две другие жертвы, по-видимому, относились к местной элите, так как были аккуратно посажены, на них были украшения из нефрита, ожерелья из изделий, имитирующих человеческие челюсти, и другие знаки высокого положения.
Первые широкомасштабные исследования пирамиды начал Леопольдо Батрес в 1906 году. Следующие раскопки проводились в 1992—1993 годах под эгидой мексиканского Национального института антропологии и истории под руководством Эдуарда Матоса Моктесумы.
Пирамида Солнца, построенная около 150 года н. э., представляет собой 5-ярусное сооружение с плоской вершиной, на которой стоял когда-то небольшой храм. Высота этого колосса — почти 64,5 метра, длины сторон основания — 211, 207, 217 и 209 метров, общий объём — 993 тыс. м³.
- Тольтеки

- Ацтеки

- Чавин

- Паракас

- Моче

- Наска

- Уари

- Тиуанако

- Сикан

- Чибча

- Чиму

- Инки